# Neorossia caroli
Neorossia caroli caroli is een dwerginktvis die voorkomt in de Middellandse Zee van Spanje tot de Egeïsche Zee. In de Atlantische Oceaan is de soort waargenomen van Nova Scotia, de zuidelijke helling van de Grand Banks van Newfoundland en de Reykjanes Ridge zuidwesten van IJsland, en van IJsland en de Azoren tot  Zuid-Afrika. De onlangs beschreven ondersoort Neorossia caroli jeannae  Nesis, Arkhipkin , Nikitina, Middleton & Brickle, 2001 bevindt zich op de Patagonische helling ten noorden van de Falklandeilanden. De soort leeft van 40 tot 1750 meter diepte, en bereikt een mantellengte van 65 mm.